# Hieorhij Stanislavavič Tarazievič
Hieorhij Stanislavavič Tarazievič (tiếng Belarus: Георгій Станіслававіч Таразевіч, 17 tháng 7 năm 1937, Słoboda gần Miadzioł - 21 tháng 3 năm 2003, Minsk) là chính khách, nhà ngoại giao Liên Xô và Belarus, giữ chức Chủ tịch Đoàn chủ tịch Xô viết tối cao Cộng hòa Xã hội chủ nghĩa Xô viết Byelorussia năm 1985–1989, rồi làm đại sứ Cộng hòa Belarus tại Ba Lan năm 1994–1995, từ năm 1995 thuộc phe đối lập tại Belarus.

## Tiểu sử

### Thời Xô viết
Tarazievič sinh ngày 17 tháng 7 năm 1937 tại làng Słoboda gần Miadzioł tỉnh Wilno, Đệ Nhị Cộng hòa Ba Lan. Năm 1959, ông tốt nghiệp bằng kỹ sư khảo sát Đại học Bách khoa Quốc gia Lviv. Năm 1987, ông có thêm bằng Học viện Khoa học Xã hội của Ủy ban Trung ương Đảng Cộng sản Liên Xô. Từ năm 1959, ông làm giảng viên tại Viện Kỹ sư Vận tải Đường sắt Byelorussia. Năm 1969, ông bảo vệ thành công Phó tiến sĩ khoa học kỹ thuật (tương đương  bằng tiến sĩ của Ba Lan). Từ năm 1969, ông làm giám đốc Xí nghiệp Trắc địa Bản đồ Byelorussia. Năm 1974-1991, ông là ủy viên Ban Chấp hành Trung ương Đảng Cộng sản Belorussia (KPB) đồng thời là ủy viên dự khuyết Ban Chấp hành Trung ương Đảng Cộng sản Liên Xô. Năm 1974–1979, ông giữ chức Bí thư thứ nhất KPB quận Huyện ủy Minsk, Bí thư thứ hai Thành ủy Minsk. Từ năm 1980, ông giữ chức Chủ tịch Ủy ban Chấp hành Thành phố Minsk. Giai đoạn 1980–1990, ông là phó chủ tịch Đoàn chủ tịch Xô viết tối cao Cộng hòa Xã hội chủ nghĩa Xô viết Byelorussia nhiệm kỳ 10 và 11. Từ năm 1983, ông giữ chức Bí thư thứ nhất KPB Thành phố Minsk. Năm 1985–1989, ông là Chủ tịch Đoàn chủ tịch Xô viết tối cao nước Cộng hòa xã hội chủ nghĩa Xô viết Byelorussia, đồng thời là Phó chủ tịch Xô viết Tối cao Liên Xô khóa 11 và Phó Chủ tịch Đoàn chủ tịch của Xô viết Tối cao Liên Xô. Năm 1986–1991, ông có chân Ủy viên Ban Chấp hành Trung ương Đảng Cộng sản Liên Xô. Ông đứng đầu ủy ban điều tra vụ dùng vũ lực và khí độc đối với những người tham gia biểu tình Dziady-88 ở Minsk. Năm 1989–1991, tại Xô viết tối cao Liên Xô khóa 12, ông giữ chức Chủ tịch Ủy ban Quan hệ Quốc tế và Ủy ban Kế hoạch và Ngân sách. Là thân tín của Mikhail Sergeyevich Gorbachyov, Tarazievič được giao chỉ đạo xử lý nhiều xung đột tại Nagorno-Karabakh, Tbilisi, Baku và Vilnius.

### Thời Belarus độc lập
Năm 1991, Tarazievič giữ chức Chủ tịch Ủy ban Đo đạc Hội đồng Bộ trưởng Cộng hòa Belarus. Từ năm 1993, ông là Thứ trưởng thứ nhất Bộ Ngoại giao Cộng hòa Belarus. Trong bầu cử tổng thống năm 1994, ông ủng hộ cho Lukasenka. Năm 1994–1995, ông giữ chức Đại sứ đặc mệnh toàn quyền Cộng hòa Belarus tại Ba Lan. Năm 1995, ông phản ứng tiêu cực với cuộc trưng cầu dân ý do tổng thống khởi xướng nhằm bảo vệ tiếng Belarus là ngôn ngữ chính thức duy nhất, cũng như quốc kỳ và quốc huy Belarus. Để phản đối, ông từ chức đại sứ, và hoạt động cho phe đối lập từ đó. Năm 1998, ông thuộc Ủy ban Điều hành Quốc gia là nội các ngầm do phe đối lập lập ra. Ông từng giữ chức Chủ tịch Ủy ban Quan hệ Quốc gia và Tôn giáo và là thành viên Đảng Dân chủ Xã hội Belarus đồng thời đứng đầu Ủy ban Kiểm soát Trung ương trong đảng. Ông qua đời vào ngày 21 tháng 3 năm 2003 tại nhà riêng ở Minsk và được an táng tại Nghĩa trang Miền Đông. Dù từng nắm những chức vụ cao nhất nhưng chính quyền Belarus quyết định không tổ chức quốc tang.